# Касаниха
Касаниха (рос. Касаниха) — присілок в Богородському районі Нижньогородської області Російської Федерації.
Населення становить 34 особи. Входить до складу муніципального утворення Каменська сільрада.

## Історія
Від 2004 року входить до складу муніципального утворення Каменська сільрада.

## Населення
| 1999 | 2002 | 2010 |
| ---- | ---- | ---- |
| 74   | ↘49  | ↘34  |